# Frankfurter Schule

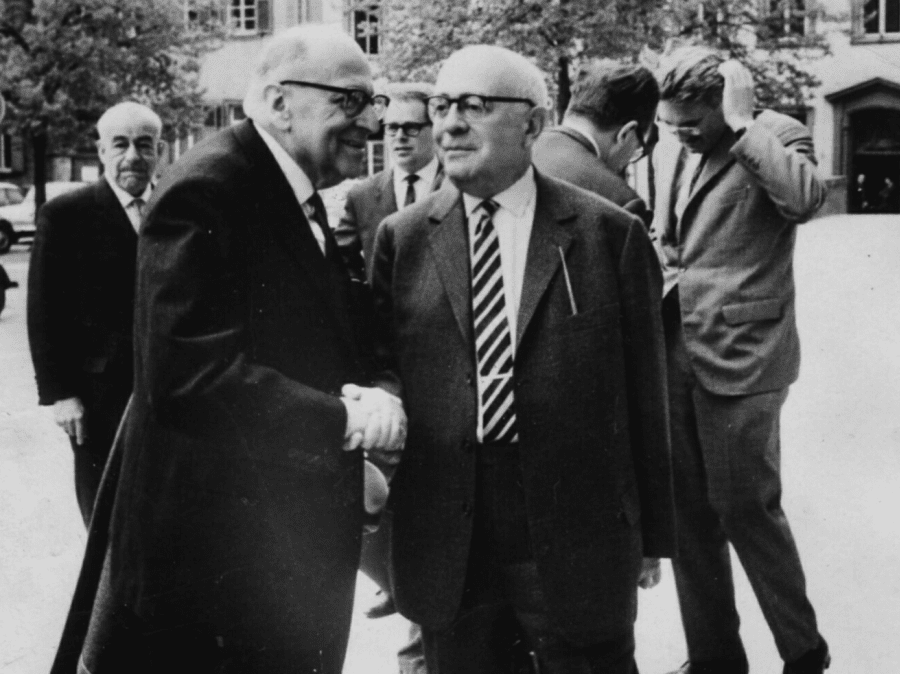
Max Horkheimer (vorne links), Theodor W. Adorno (vorne rechts) und Jürgen Habermas (im Hintergrund rechts), Siegfried Landshut (im Hintergrund links) im Jahr 1964 in Heidelberg

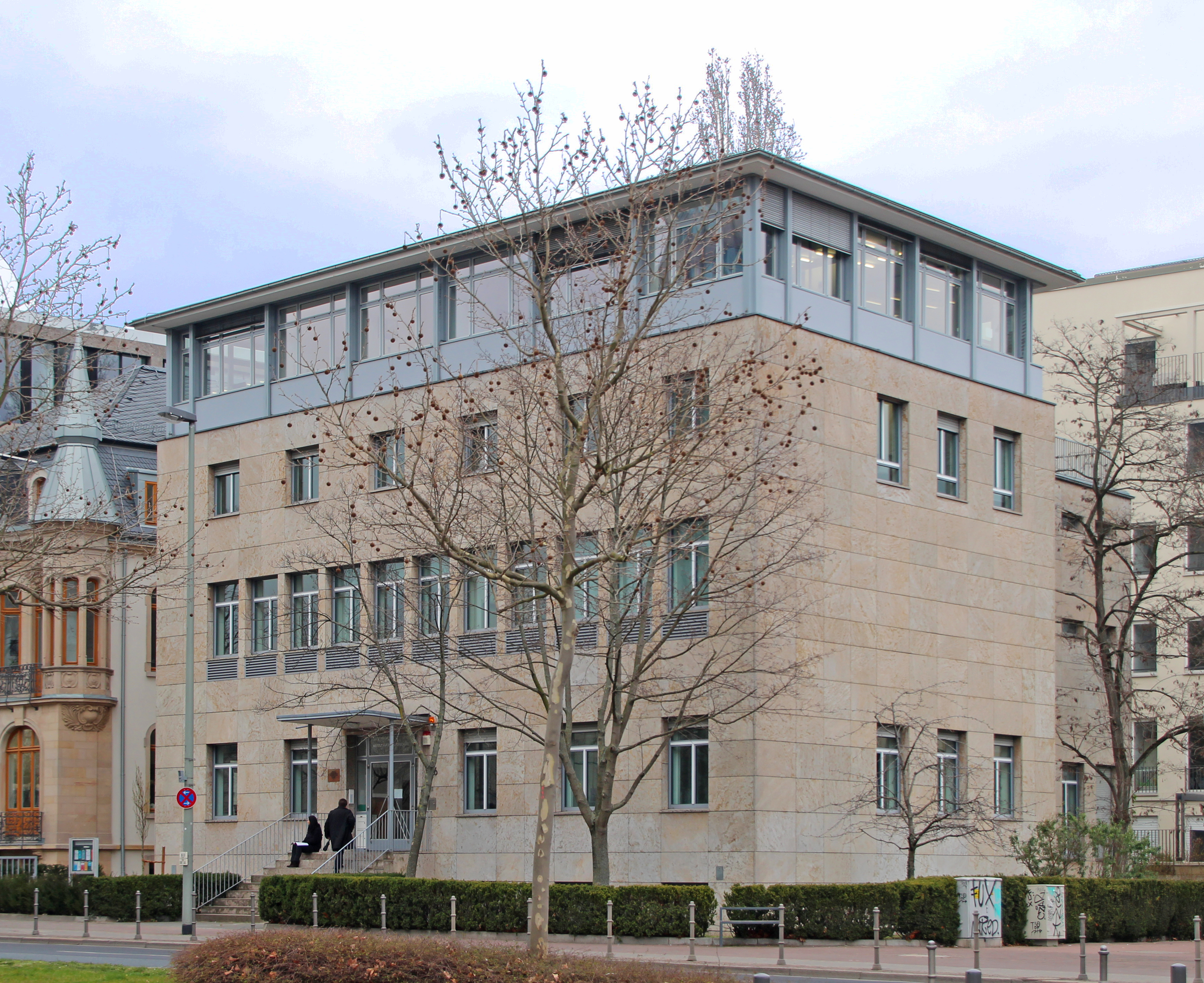
Das Institut für Sozialforschung in Frankfurt (2016)

Als Frankfurter Schule wird eine Gruppe von Philosophen und Wissenschaftlern verschiedener Disziplinen bezeichnet, die an die Theorien von Hegel, Marx und Freud anknüpfte und deren Zentrum das 1924 in Frankfurt am Main eröffnete Institut für Sozialforschung war. Sie werden auch als Vertreter der dort begründeten Kritischen Theorie begriffen.
Die Bezeichnung „Frankfurter Schule“ wird seit den späten 1960er Jahren verwendet. Die Bezeichnung Kritische Theorie geht auf den Titel des programmatischen Aufsatzes Traditionelle und kritische Theorie von Max Horkheimer aus dem Jahre 1937 zurück. Als Hauptwerk der Schule gilt das von Horkheimer und Theodor W. Adorno 1944 bis 1947 gemeinsam verfasste Buch Dialektik der Aufklärung, dessen Essaycharakter sie mit dem zurückhaltenden Untertitel Philosophische Fragmente bezeichneten.

## Geschichte
Die Frankfurter Schule ging aus dem Institut für Sozialforschung (IfS) der Johann Wolfgang Goethe-Universität in Frankfurt am Main hervor, das auf Betreiben des Mäzens Felix Weil 1924 als An-Institut der Universität (Einweihung am 22. Juni) begründet und in den ersten Jahren von dem Austromarxisten Carl Grünberg geleitet wurde. Unter der Leitung von Max Horkheimer (offizieller Direktor seit 1931, nach Grünbergs Erkrankung aber de facto seit 1930) entstand 1932 die Zeitschrift für Sozialforschung als theoretisches Organ des Instituts. Darin formulierten und diskutierten Institutsmitglieder und nahestehende Intellektuelle die Grundzüge einer „Kritischen Theorie“ der Gesellschaft (damals noch unter dem Namen „Materialismus“), die unter den unorthodoxen Varianten des Westlichen Marxismus weltweite Bedeutung errang.
Zu den Institutsmitgliedern gehörten unter anderem Theodor W. Adorno, Herbert Marcuse, Erich Fromm, Leo Löwenthal, Franz Neumann, Otto Kirchheimer und Friedrich Pollock. Auch Walter Benjamin, der während seiner Emigration vom Institut finanziell unterstützt wurde, lieferte bedeutende Beiträge.
Das Institut wurde 1933 durch die Nationalsozialisten gewaltsam geschlossen, und die Mitglieder entschieden sich dazu, Deutschland zu verlassen. Da die durch den Nationalsozialismus drohende Gefahr bereits frühzeitig erkannt wurde, hatten sie bereits 1931 das Stiftungsvermögen in die Niederlande transferiert und eine Zweigstelle in Genf errichtet. So konnte der Hauptsitz 1933 nach Genf verlegt werden. Schließlich emigrierte das Institut, mit einer weiteren Zwischenstation in Paris, in die Vereinigten Staaten. Horkheimer baute das Institut für Sozialforschung an der Columbia University in New York neu auf. Im Exil arbeiteten Adorno und Horkheimer unter anderem an einer umfangreichen Studie zum Autoritären Charakter.
Nach der Rückkehr Adornos und Horkheimers aus der Emigration an die Goethe-Universität (1950) gewann die Frankfurter Schule für die 68er-Bewegung große Bedeutung und prägte Teile der deutschen akademischen Soziologie stark in Richtung der Kritischen Theorie. 1950 wurde das Frankfurter Institut für Sozialforschung mit Mitteln der amerikanischen Besatzungsmacht, staatlicher Institutionen Westdeutschlands und anderen Geldgebern neu errichtet und sollte unter Horkheimers Leitung zu einer interdisziplinär arbeitenden Institution werden, in der theoretische Grundlagenkritik mit empirischen Studien vermittelt werden.
Die Erfahrung des Nationalsozialismus und der Shoah waren für die theoretischen und empirischen Arbeiten der Kritischen Theorie prägend. Die Vertreter der Kritischen Theorie, allen voran Adorno, gingen den Fragen nach, welche Auswirkung eine solche Katastrophe auf das philosophische Denken, Gesellschaftskritik und die Rolle der Vernunft habe. Nach Horkheimers und Adornos Tod repräsentierten vor allem Jürgen Habermas (den zu habilitieren sie noch abgelehnt hatten) und Oskar Negt die Frankfurter Schule. Ihre Kritische Theorie wird in Abgrenzung zur Älteren Kritischen Theorie Adornos und Horkheimers auch als Jüngere Kritische Theorie bezeichnet und weist deutliche Unterschiede zu ihr auf. Eine Sonderstellung nimmt hier Alfred Schmidt ein.

## Theorie

### Kritische Begründung der Sozialwissenschaft

#### Intellektuelle Basis
In der Frankfurter Schule versammelten sich undogmatische Marxisten, wertkritische Kapitalismuskritiker, die davon ausgingen, dass in der marxistischen Orthodoxie kommunistischer Parteien oft nur noch eine beschränkte Auswahl der Ideen von Karl Marx wiederholt werde und speziell die philosophischen Implikationen ignoriert würden. Vor dem historischen Hintergrund des Scheiterns der Revolutionen der Arbeiterbewegung nach dem Ersten Weltkrieg und des Aufstiegs des Nationalsozialismus in einer zivilisierten Nation begannen Horkheimer und Adorno die Marx’schen Gedanken daraufhin zu untersuchen, inwiefern sie zur Analyse von sozialen Verhältnissen geeignet seien, wie sie zu Marx’ Lebzeiten noch nicht bestanden hatten. Dabei griffen sie auf die Ergebnisse anderer zeitgenössischer wissenschaftlicher Disziplinen zurück. Von besonderer Bedeutung waren hierbei die Soziologie Max Webers und die Psychoanalyse Sigmund Freuds, wobei letztere als Mittler zwischen Basis und Überbau eintrat.
Die Betonung der kritischen Komponente der Theorie entsprang den Bemühungen, die Grenzen des Positivismus, des Dialektischen Materialismus und der Phänomenologie zu überwinden. Die Frankfurter Schule griff hierzu auf die kritische Philosophie Kants und seiner Nachfolger im deutschen Idealismus zurück. Insbesondere Hegels dialektische Philosophie mit ihrer Betonung von Negation und Widerspruch als inhärenten Eigenschaften der Realität war dabei von Bedeutung, zumal seit der Veröffentlichung der Marxschen ökonomisch-philosophischen Manuskripte und seiner Deutschen Ideologie in den 1930er Jahren, die Kontinuität seines Denkens mit Hegel offenbar wurde. Hier schlossen die Frankfurter an Georg Lukács an.

#### Ideologiekritik
Das Institut leistete wesentliche Beiträge in Forschungsgebieten, die sich auf die Möglichkeit rationalen Handelns menschlicher Subjekte beziehen, um beispielsweise durch rationales Handeln die Kontrolle über Gesellschaft und Geschichte zurückzugewinnen. Der erste Forschungsschwerpunkt bestand in der Untersuchung sozialer Phänomene, die vom klassischen Marxismus als Teil des Überbaus oder der Ideologie angesehen werden: Persönlichkeit, Familie, Autoritätsstrukturen (die erste Veröffentlichung des Instituts trug den Titel Studien über Autorität und Familie) und die Bereiche Ästhetik und Massenmedien. Die Studien sahen mit Sorge auf die Möglichkeit des Kapitalismus, die Voraussetzungen eines kritischen, revolutionären Bewusstseins zu zerstören.
Damit war die Ideologiekritik auf die Mechanismen ausgerichtet, die zur Aufrechterhaltung sozialer Herrschaft dienen. Eine Kernerkenntnis der Kritischen Theorie war formuliert: Ideologie ist eine der Grundlagen sozialer Strukturen.
Einen außergewöhnlichen Einfluss auf die Sozialwissenschaft (insbesondere auf die amerikanische) erreichten das Institut und seine Mitarbeiter mit der Schrift Die autoritäre Persönlichkeit. Darin führten sie mithilfe soziologischer und psychoanalytischer Kategorien ausführliche empirische Untersuchungen  durch, um die Kräfte zu charakterisieren, die Individuen dazu bringen, sich faschistischen Bewegungen oder Parteien anzuschließen oder diese zu unterstützen.

#### Dialektik als Methode
Die Auseinandersetzung mit dem Wesen des Marxismus selbst bestimmte den zweiten Schwerpunkt des Instituts. Diesem Zusammenhang entsprang das Konzept einer kritischen Theorie. Der Ausdruck vermittelt mehrere Vorhaben. Erstens steht er in Spannung zu einem traditionellen Verständnis von Theorie, das weitgehend positivistisch oder szientistisch war. Zweitens erlaubte es der Ausdruck, sich der (partei-)politisch aufgeladenen Konnotation des Etiketts ‚Marxismus’ zu entziehen. Drittens verband es die Kritische Theorie mit der Kritischen Philosophie Immanuel Kants, wobei der Ausdruck ‚kritisch‘ die philosophische Reflexion über die Grenzen der Anforderungen bedeutet, die an eine bestimmte Art von Wissen gestellt werden, und eine direkte Verbindung zwischen dieser Kritik und der Betonung moralischer Autonomie herstellte. In einem intellektuellen Kontext, der durch dogmatischen Positivismus und Szientismus auf der einen Seite und dogmatischen, wissenschaftlichen Sozialismus auf der anderen Seite bestimmt war, bedeutete kritische Theorie schließlich die Orientierung auf ein revolutionäres Subjekt zu einer Zeit, als dieses im Niedergang zu sein schien – oder zumindest die Orientierung auf seine Möglichkeit – durch eine philosophisch kritische Annäherung zu rehabilitieren. Theorie nahm die Rolle des Statthalters der Revolution ein, wo die Hoffnung auf die revolutionäre Aktion der Arbeiterklasse verbaut schien.
Vor dem Hintergrund sowohl der marxistisch-leninistischen als auch der sozialdemokratischen Orthodoxie, die im Marxismus eine neue Art der positiven Wissenschaft sahen, griffen die Frankfurter auf die von Marx implizierte Erkenntnistheorie zurück, die sich selbst als Kritik verstand, wie im Untertitel von Marx Kapital, Kritik der politischen Ökonomie deutlich wird. Sie betonten, dass es Marx’ Anliegen gewesen sei, eine neue Art von kritischer Analyse zu schaffen, die sich mehr an der Einheit von Theorie und revolutionärer Praxis orientierte als am Konzept einer neuen Art positiver Wissenschaft.
In den 1960er Jahren erhob Jürgen Habermas die erkenntnistheoretische Diskussion in seiner Schrift Erkenntnis und Interesse auf eine neue Ebene. Er identifizierte kritisches Wissen als auf Prinzipien beruhend, die sich sowohl von denen der Naturwissenschaften als auch der klassischen Philologie durch ihre Orientierung an Selbstreflexion und Emanzipation unterschieden. Damit gab er den Versuch der alten Frankfurter Schule auf, diesen Momenten in der Vernunft überhaupt einen Ort zuzuweisen.

### Kritische Theorie der westlichen Zivilisation

#### Dialektik der Aufklärung und Minima Moralia
Die zweite Phase der kritischen Theorie der Frankfurter Schule kristallisiert sich in zwei Werken, die zu Klassikern des 20. Jahrhunderts wurden: Die Dialektik der Aufklärung von Horkheimer und Adorno sowie die Minima Moralia Adornos. Beide Werke entstanden während des Exils der Autoren in den USA zur Zeit des Nationalsozialismus. Obwohl beide an der marxistischen Analyse festhalten, zeichnet sich in den Werken eine Akzentverlagerung der Kritischen Theorie ab. Aus der Kritik des Kapitalismus, wie sie Marx leistete, wird zunehmend eine Kritik der reinen Naturbeherrschung und ihrer philosophischen Vordenker. Diese Denkform koinzidiert jedoch mit dem Kapitalverhältnis. In der Dialektik der Aufklärung wird Homers Odyssee zum Paradigma für die Analyse bürgerlichen Bewusstseins. Horkheimer und Adorno schnitten in diesen Werken bereits Themen an, die das Denken bis in die jüngste Zeit beherrschen. So betrachteten sie die Beherrschung der Natur (und allem „Objektiven“) als Wesensmerkmal kapitalistisch organisierter Gesellschaften, schon lange bevor Ökologie zum Schlagwort geworden ist.
Die Analyse der Vernunft geht einen Schritt weiter. Der Vernunftbegriff der westlichen Zivilisation wird als Fusion der Herrschaft mit einer technischen Vernunft gesehen, die alle inneren und äußeren natürlichen Kräfte unter die Kontrolle des menschlichen Subjekts bringen wolle. In diesem Prozess aber hebe sich das Subjekt selbst auf, und keine soziale Macht (analog dem Proletariat) sei mehr in der Lage, dem Subjekt zu seiner Emanzipation zu verhelfen. Konsequenterweise lautet der Untertitel der Minima Moralia: Reflexionen aus dem beschädigten Leben.
In Adornos Worten: „Denn weil in der gegenwärtigen Phase der geschichtlichen Bewegung deren überwältigende Objektivität einzig erst in der Auflösung des Subjekts besteht, ohne daß ein neues schon aus ihr entsprungen wäre, stützt die individuelle Erfahrung notwendig sich auf das alte Subjekt, das historisch verurteilte, das für sich noch ist, aber nicht mehr an sich. Es meint seiner Autonomie noch sicher zu sein, aber die Nichtigkeit, die das Konzentrationslager den Subjekten demonstrierte, ereilt bereits die Form von Subjektivität selber.“
In einer Zeit, zu der es scheine, dass die Realität selbst zur Ideologie geworden ist, sei die Kritische Theorie geeignet, einerseits die dialektischen Widersprüche der individuellen subjektiven Erfahrung zu erforschen und andererseits die Wahrheit der Theorie zu erhalten. Allerdings könne selbst die Dialektik zum Mittel der Herrschaft werden, da sie ihre Wahrheit nicht aus der Theorie selbst heraus gewinne, sondern aus ihrer Aufgabe im historischen Prozess. Sie müsse auf allgegenwärtiges Glück und Freiheit ausgerichtet bleiben. „Philosophie, wie sie im Angesicht der Verzweiflung einzig noch zu verantworten ist, wäre der Versuch, alle Dinge so zu betrachten, wie sie vom Standpunkt der Erlösung aus sich darstellten.“

#### Die Philosophie der neuen Musik
Adorno, selbst Musiksoziologe und Komponist, verfasste neben zahllosen musikalischen Texten Die Philosophie der neuen Musik, in der er gegen die „Schönheit“ (als philosophisch-ästhetische Kategorie) selbst polemisiert. Hier führt er Thesen einer ästhetischen Theorie an Schönberg und Strawinski aus.
Radikale Musik erkenne das Leiden der Menschen: „Die seismographische Aufzeichnung traumatischer Schocks wird aber zugleich das technische Formgesetz der Musik. Es verbietet Kontinuität und Entwicklung. Die musikalische Sprache polarisiert sich nach ihren Extremen: nach Schockgesten, Körperzuckungen gleichsam, und dem gläsernen Innehalten dessen, den Angst erstarren macht … Was einmal Zuflucht suchte bei der Form, besteht namenlos in deren Dauer. Die Formen der Kunst verzeichnen die Geschichte der Menschheit gerechter als die Dokumente. Keine Verhärtung der Form, die nicht als Negation des harten Lebens sich lesen ließe.“
„Keineswegs wird Schizophrenie ausgedrückt, sondern die Musik übt ein Verhalten ein, das dem von Geisteskranken ähnelt. Das Individuum tragiert die eigene Dissoziation. Von solcher Nachahmung verspricht es sich, magisch wiederum, doch nun in unmittelbarer Aktualität, die Chance, den eigenen Untergang zu überleben… Wie es vielmehr ihr Anliegen ist, schizophrenische Züge durch das ästhetische Bewußtsein zu beherrschen, so möchte sie insgesamt den Wahnsinn als Gesundheit vindizieren.“

### Kritische Theorie und Herrschaft

#### Negative Dialektik
Auf Grundlage dieser Auffassungen war es nur ein kleiner Schritt zu den Positionen der Frankfurter Schule in der Nachkriegsperiode, speziell in der Zeit von den frühen 1950er Jahren bis in die Mitte der 1960er Jahre. Mit dem Wachstum der fortgeschrittenen industriellen Gesellschaften unter den Bedingungen des Kalten Krieges folgerten die Theoretiker der Frankfurter Schule, dass sich die ökonomischen und historischen Bedingungen entscheidend verändert hätten, dass die Unterdrückungsmechanismen auf andere Weise wirkten und dass die industrielle Arbeiterbewegung nicht länger die Rolle des Subjektes zur Überwindung des Kapitalismus einnehmen wollte oder könnte. Dies führte zum Versuch, die Dialektik in einer Methode der Negativität zu begründen, wie es Adorno in seiner Negativen Dialektik tat. In dieser Periode kehrte das Institut für Sozialforschung nach Frankfurt am Main zurück – obwohl viele institutsnahe Intellektuelle (und auch Institutsmitglieder wie Neumann und Marcuse) in den USA blieben –, nicht nur um die Forschung dort fortzusetzen, sondern auch, um eine maßgebliche Kraft in der soziologischen Erziehung und der Demokratisierung Westdeutschlands zu werden. Dies führte zu einer gewissen Systematisierung der gesamten Sammlung empirischer Forschungen und theoretischer Analysen des Instituts.
Wichtiger aber noch war, dass die Frankfurter Schule nunmehr versuchte, das Schicksal der Vernunft in der neuen historischen Periode zu begreifen. Während Marcuse dies durch die Analyse des strukturellen Wandels des Arbeitsprozesses im Kapitalismus mit den bestehenden Möglichkeiten der wissenschaftlichen Methodik unternahm, konzentrierten sich Horkheimer und Adorno auf eine erneute Reflexion der Fundamente der Kritischen Theorie. Diese Anstrengungen erschienen systematisiert in Adornos Negativer Dialektik, die versucht, Dialektik für ein Zeitalter neu zu definieren. „Philosophie, die einmal überholt schien, erhält sich am Leben, weil der Augenblick ihrer Verwirklichung versäumt ward“. Negative Dialektik bringt die Idee des kritischen Denkens auf eine Weise zum Ausdruck, die der Herrschaftsapparat nicht vereinnahmen kann. Die zentrale Vorstellung, die seit langem im Fokus von Horkheimer und Adorno liegt, besagt, dass die Erbsünde des Denkens in seinen Versuchen liege, alles außerhalb des Denkens zu eliminieren. Das sei der Versuch des Subjektes, das Objekt zu verschlingen, das Eifern nach Identität. So werde das Denken zum Komplizen der Herrschaft. Negative Dialektik rette das Übergewicht des Objektes, nicht durch einen naiven erkenntnistheoretischen oder metaphysischen Realismus, sondern durch ein Denken, das auf Differenzierung, Paradox und List aufbaue: eine „Logik des Zerfalls“. Adorno kritisiert Heideggers Fundamentalontologie grundlegend, da sie idealistische und identitätsgegründete Konzepte wieder einführe, während sie beanspruche, die philosophische Tradition überwunden zu haben.
Die Negative Dialektik ist ein Monument des Endes der Tradition des individuellen Subjektes als Zentrum der Kritik. Mit dem Niedergang der liberalkapitalistischen sozialen Basis des Konzepts eines autonomen Individuums wurde die Dialektik, die auf ihm beruhte, immer vager. Damit war der Boden für eine weitere, die gegenwärtige Phase der Frankfurter Schule vorbereitet. Sie ist durch Habermas’ Kommunikationstheorie geprägt und gilt als kommunikationstheoretische Wende des Instituts.

#### Kommunikation und Handeln
Jürgen Habermas’ Arbeit nimmt das fortwährende Interesse der Frankfurter Schule an der Vernunft, dem menschlichen Subjekt, demokratischem Sozialismus und der dialektischen Methode auf und unternimmt den Versuch, eine Reihe von Widersprüchen, welche die kritische Theorie stets geschwächt hatten, zu überwinden: Die Widersprüche zwischen materialistischen und transzendentalen Methoden, zwischen Marxscher Sozialwissenschaft und den individualistischen Annahmen des kritischen Rationalismus, zwischen technischer und sozialer Rationalisierung sowie zwischen kulturellen und psychologischen Phänomenen auf der einen und den ökonomischen Verhältnissen auf der anderen Seite. Die Frankfurter Schule vermied es sorgfältig, einen (positiv gewendet: „erstarrenden“, negativ gewendet: „prüfbaren“) Standpunkt zur genauen Beziehung zwischen materialistischen und transzendentalen Methoden einzunehmen, was zu einer Unklarheit in ihren Schriften führte und Verwirrung bei den Lesern stiftete. Habermas’ Erkenntnistheorie verbindet nun die beiden Traditionen, indem sie zeigt, dass phänomenologische und transzendentale Analyse in einer materialistischen Theorie sozialer Entwicklung zusammengefasst werden können, während die materialistische Theorie nur als Teil einer quasi-transzendentalen Theorie emanzipatorischen Wissens der Selbstreflexion kultureller Evolution sinnvoll ist. Die gleichermaßen empirische wie transzendentale Natur emanzipatorischen Wissens wird zum Grundstein der jüngeren Kritischen Theorie.
Indem Habermas die Bedingungen der Rationalität in der sozialen Struktur der Sprache verortete, verlagerte er die Vernunft vom autonomen Subjekt zur Interaktion. ‚Rationalität‘ ist nicht mehr eine Eigenschaft der Individuen an sich, sondern eine Eigenschaft von Strukturen ungestörter Kommunikation. Mit dieser Auffassung begegnet Habermas dem Dilemma des Subjektes in der Kritischen Theorie. Wenn die kapitalistisch-technologische Gesellschaft die Autonomie und Rationalität des Subjektes schwäche, geschehe dies nicht durch die Beherrschung des Individuums durch den Apparat, sondern kraft einer technologischen (bzw. technischen) Rationalität, die eine beschreibbare Rationalität der Kommunikation verdränge. In seinem Umriss einer kommunikativen Ethik als höchster Stufe in der internen Logik der Evolution ethischer Systeme weist Habermas auf die Quelle einer neuen politischen Praxis hin, die die Imperative einer evolutionären Rationalität verkörpere.

#### Kritische Theorie und Neue Linke
Die Kritische Theorie der Frankfurter Schule beeinflusste einige Teile der politischen Linken und der linken Intellektuellen (insbesondere die Außerparlamentarische Opposition beziehungsweise Studentenbewegung) in den 1960er Jahren, in ihr vor allem die Neue Linke. Herbert Marcuse wurde gelegentlich als Theoretiker und intellektueller Vater der Neuen Linken bezeichnet.

## Einfluss in den USA
In den USA rückte die Frankfurter Schule im Verlauf der 1970er Jahre ins Blickfeld und beeinflusste in der darauf folgenden Zeit verschiedene Denkschulen, wie z. B. die Critical legal studies.

## Diskussion und Weiterentwicklung in Lateinamerika
In Lateinamerika bekam die Diskussion der Frankfurter Schule mit dem Ende der Sowjetunion eine zentrale Stellung in der gesellschaftstheoretischen und kapitalismuskritischen Debatte, insbesondere an mehreren öffentlichen Universitäten. Die Texte der Frankfurter Schule wurden seitdem in keine Sprache so umfassend und vollständig übersetzt wie ins Spanische. An der Debatte und Weiterentwicklung der Frankfurter Schule nehmen eine Vielzahl von Autoren teil, wobei die in Europa und den USA in der Akademie vorherrschende Tendenz, der Frankfurter Schule den antikapitalistischen Stachel zu ziehen, in Lateinamerika weniger zur Geltung kommt. Zugleich wird eine der zentralen Begrenzungen der Frankfurter Schule, ihr philosophischer Eurozentrismus, in bestimmten theoretischen Ansätzen („vierfacher Ethos der kapitalistischen Moderne“) schrittweise in Frage gestellt und überwunden, was die These nährte, dass das Zentrum dieser theoretischen Tradition sich nach Lateinamerika verlagere.

## Generationen der Frankfurter Schule
- Siehe Kritische Theorie #Vertreter (nach Generationen)

## Kritik an der Frankfurter Schule

### Inhaltliche Punkte
Vielfach wurde der Frankfurter Schule der ersten Generation vorgeworfen, sie sei von Horkheimer und Adorno dominiert gewesen. Diese hätten versucht, ein Interpretationsmonopol zu errichten. Dabei wird auf die schlechte Behandlung von z. B. Walter Benjamin, Norbert Elias oder Jürgen Habermas hingewiesen; andererseits hat sie noch 1935 dem in Deutschland bereits verfemten Ferdinand Tönnies die Gelegenheit gegeben, seine theoretisch ganz anders fundierte Studie Das Recht auf Arbeit in Paris in der Zeitschrift für Sozialforschung zu veröffentlichen.
Auch wurde ihr ein Begriffsimperialismus vorgeworfen, der z. B. den Begriff des Positivismus vollkommen negativ überdehnt habe.

Die Kritische Theorie wird vor allem hinsichtlich zweier Aspekte kritisiert: Die intellektuelle Perspektive der Frankfurter Schule sei in Wirklichkeit eine romantische, elitäre Kritik der Massenkultur im neomarxistischen Gewand: Was die Theoretiker wirklich ärgere, sei nicht die soziale Unterdrückung, sondern die Tatsache, dass die Massen Ian Fleming und den Beatles gegenüber Samuel Beckett und Anton Webern den Vorzug geben. Aus marxistischer Sicht wird kritisiert, dass die Kritische Theorie selbst eine Form des bürgerlichen Idealismus darstelle, die keine inhärente Beziehung zur politischen Praxis habe und von jeder revolutionären Bewegung isoliert sei. Georg Lukács pointierte diese Kritik 1962 im Vorwort zur Neuauflage seiner Theorie des Romans: 
„Ein beträchtlicher Teil der führenden deutschen Intelligenz, darunter auch Adorno, hat das ‚Grand Hotel Abgrund‘ bezogen, ein … ‚schönes, mit allem Komfort ausgestattetes Hotel am Rande des Abgrundes, des Nichts, der Sinnlosigkeit. Und der tägliche Anblick des Abgrunds, zwischen behaglich genossenen Mahlzeiten oder Kunstproduktionen, kann die Freude an diesem raffinierten Komfort nur erhöhen.‘“

### Bekannte Kritiker
- Hans Albert
- Norbert Bolz
- Ralf Dahrendorf
- Henryk Grossmann
- Niklas Luhmann
- Georg Lukács
- Karl Popper
- Günter Rohrmoser
- Göran Therborn
- Christoph Türcke

## Adaptionen der Bezeichnung
An die Bezeichnung „Frankfurter Schule“ lehnten sich die Dichter-, Satiriker- und Zeichnergruppe der „Neuen Frankfurter Schule“ sowie das an der Frankfurter Städelschule angesiedelte Künstlerkollektiv Frankfurter Hauptschule an.